# 維拉科查
維拉科查（克丘亞語：Wiraqucha，西班牙語：Huiracocha；原是印加一位神靈的名字）印加傳說中的薩帕·印卡（獨一無二的君立），約於1400年至1438年在位。在後世的歷史記載中，他的事跡與父親亞瓦爾·瓦卡克和兒子帕查庫特克有相互混淆之處，莫衷一是。

## 名字由來
據《印卡王室述評》所載的說法，維拉科查（最初不是使用這個名字）是印加王亞瓦爾·瓦卡克的王子，在年青時因品行不端，性格殘暴，因而遭到父王的驅逐，送到國都庫斯科城東的郊外負責畜牧。一天，他造了一個怪夢，夢見一位自稱「維拉科查·印卡」，是印加諸王第一代先祖之弟的神靈，向他警告欽察蘇尤即將發生叛亂，印加朝廷必須作好戒備。王子因而預知動亂消息，同父王稟告。。後來，人們由於向王子現身的神靈自稱「維拉科查」，所以就用這個名字來稱呼他。。

## 生平說法
現存有關維拉科查的傳說事跡，最關鍵的就是他與昌卡人的周旋。但在這方面的傳說，郤流傳著截然不同的版本。

### 被打敗

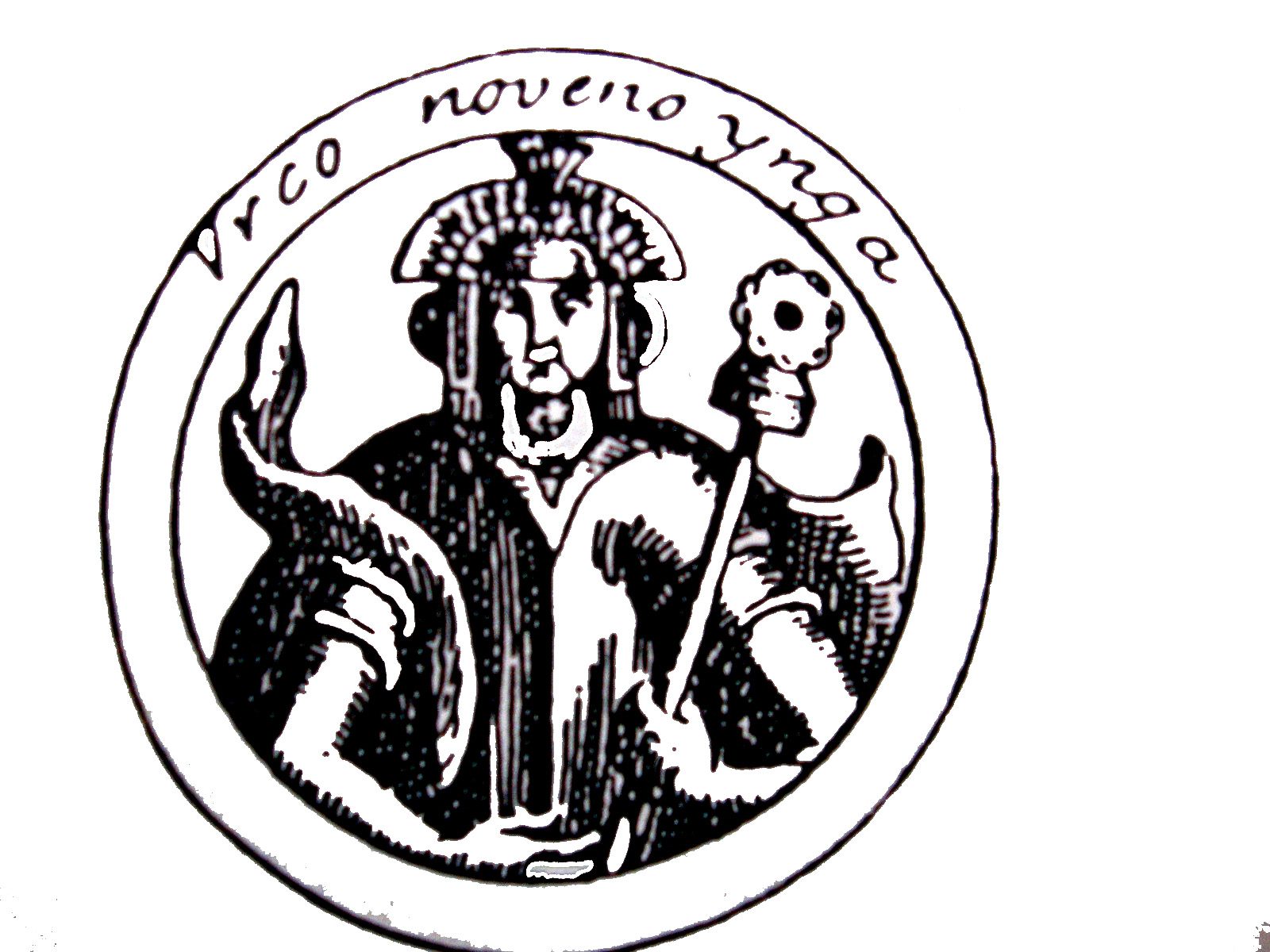
據說是維拉科查的王儲印卡·乌尔科

據歷史學者Nigel Davies所說，較合標準的傳聞是，昌卡人是在維拉科查在位的早期，便活躍起來，先佔領了印加帝國的安達韋拉斯省，後來，到維拉科查的晚年，昌卡人進襲庫斯科，維拉科查不作反抗，與王儲印卡·乌尔科一同放棄國都出逃。正當國都大難臨頭之際，維拉科查的另一位王子帕查庫特克及時領兵擊敗敵軍，殲滅昌卡人將領，並廢黜維拉科查，自立為王。

### 奪位
《印卡王室述評》則記述了另一項完全相反的說法，稱維拉科查在被放逐期間，曾向父王亞瓦爾·瓦卡克稟報神靈的報夢，並提出勸告，但不獲接納。當昌卡人率領的叛軍來庫斯科時，亞瓦爾·瓦卡克棄城出逃，而維拉科查則召集軍民及等待援軍，死守國都，終於擊敗叛軍及進行招降。此後，維拉科查還因衞國有功而深得認同，便把父王廢黜，自立為王。。
《印卡王室述評》又提到維拉科查在位時的統治大致上是順遂的，說他曾建廟，供奉神靈「維拉科查」，並且開疆擴土，修建水渠灌溉牧場，巡視全國，賜贈百姓及嚴懲瀆職官，取得顯赫聲望，直至去世，乃由王儲帕查庫特克繼位。《印卡王室述評》的作者印卡·加西拉索·德拉維加還聲稱，他曾親自見過維拉科查的遺體。。

## 混淆
由於有關維拉科查事跡的傳聞，出現自相矛盾，疑點重重的情況，秘魯史家María Rostworowski便提出一種觀點，就是維拉科查與後來的帕查庫特克，可能是同一個人。而Nigel Davies則認為，即使維拉科查曾確實存在，但有關他的描述，終究仍是傳說色彩多於史實。